# Хризостом (Калафатис)
Хризосто́м Сми́рнский (греч. Χρυσόστομος Σμύρνης, при рождении Хрисо́стомос Калафа́тис, греч. Χρυσόστομος Καλαφάτης; 20 (8) января 1867, Триглия, Вифиния — 10 сентября (28 августа) 1922, Смирна (Измир), Турция) — епископ Константинопольской православной церкви, последний (до поставления в 2016 году Варфоломея (Самараса)) митрополит Смирны, принявший смерть мученика в августе 1922 года и канонизированный Элладской православной церковью 4 ноября 1992 года.

## Биография
Хризостом родился в 1867 году в городке Триглия в 12 км от города Муданья. У его родителей Николаоса Калафатиса и Каллиопи Лемониду было 8 детей — 4 мальчика и 4 девочки. Отец был достаточно образован и представлял своих сограждан в турецких судах, был избран старейшиной. Мать была набожной женщиной и посвятила Хризостома Богородице. Ещё в малом возрасте Хризостом изъявил желание стать священником. Родители поддержали его и, продав часть недвижимости, отправили в возрасте 17 лет учиться в Боголовскую школу на острове Халки.
Здесь ему посчастливилось встретить митрополита города Митилини Константина (Валиадиса), который, оценив его усердие, взял на себя расходы на учёбу. Хризостом окончил школу с отличием.
Митрополит Константин рукоположил его во диаконы и, сделав его архидиаконом, принял в Митилинскую митрополию, а затем в Эфесскую митрополию, куда был переведён в 1896 году.
2 апреля 1897 года митрополит Эфесский Константин был избран Константинопольским Патриархом.

### Священник
18 мая того же года Патриарх Константин рукоположил Хризостома во пресвитера и сразу же назначил великим протосинкеллом Константинпольского Престола.
Занимая эту должность, архимандрит Хризостом был одновременно председателем Смешанной православно-англиканской комиссии.
В силу своих обязанностей архимандриту Хризостому приходилось много проповедовать, благодаря чему он стал необычайно красноречивым проповедником. Монументальным считается его «Слово на погребение» Патриарха Александрийского и бывшего Патриарха Константинопольского Софрония IV, духовного наставника Константина V, а также «Слово к Распятому», произнесённое в Великую пятницу 1901 года.

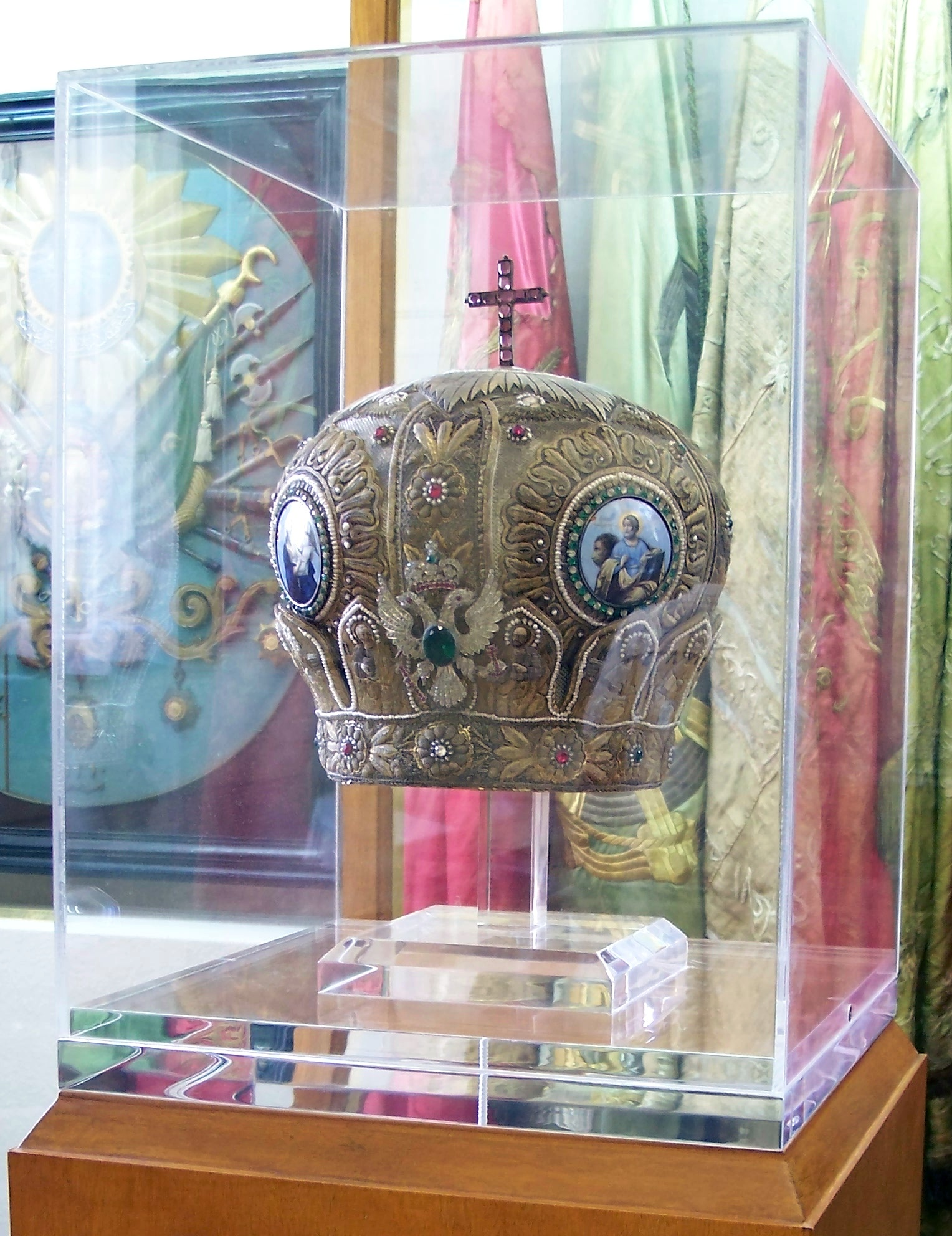
Митра Хризостома Смирнского (Национальный исторический музей Греции в Афинах)

В июне 1901 году на Константинопольский престол взошёл динамичный Иоаким III, который оценил достоинства архимандрита Хризостома, который был единогласно избран митрополитом города Драма (регион Восточная Македония и Фракия). В день своего избрания, обращаясь к патриарху, Хризостом сказал слова ставшие пророческими: «Полным сердцем и всем разумом я буду служить Церкви и Роду и митра, которую ваши святые руки возложили на мою голову, если ей суждено когда либо утратить блеск своих камней, станет терновым венком иерарха-мученика».

### Митрополит Драмский
23 мая 1902 года патриарха Иоаким III возглавил его епископскую хиротонию, а 22 июля митрополит Хризостом прибыл на свою кафедру.
Это был период борьбы за Македонию и митрополит Хризостом, отстаивая греческие национальные интересы, противодействовал Болгарской экзархии. Несмотря на тяжёлое время, в годы его пребывания в Драме, им были построены новое здание для митрополии, школы для мальчиков и девочек, больница, гимнастический зал, дома для табачников, сиротские приюты, приюты для престарелых. Поддержку ему оказывали городские старейшины Константинос Довелас, Димосфенис Хадзикириакос, Петрос Константинидис, Афанасиос Пецос, Меркуриос Константинидис, Василиос Григориадис, Димитриос Константину, Афанасиос Ваянас, Димитриос Антопулос, Влахос Анагностопулос, Николаос Харитакис, Михаил Фесас и Атанасиос Папалудас.
Однако в силу его деятельности в ходе борьбы за Македонию, турецкие власти потребовали его отзыва в 1907 году. Но после провозглашения конституции в 1908 году, Хризостом вновь вернулся в Драму. Через год последовало повторное требование турецких властей о его отзыве, как нарушителя общественного порядка.
В греческой и иностранной историографии борьбы за Македонию имя Хризостома упоминается наряду с другими активными иерархами, такими как Герман (Каравангелис), Григорий Кидонийский, Парфений Дойранский, Анфим Флоринский, Александр Салоникский и священника командира партизанского отряда Пасхалиса Циангаса.

### Митрополит Смирнский

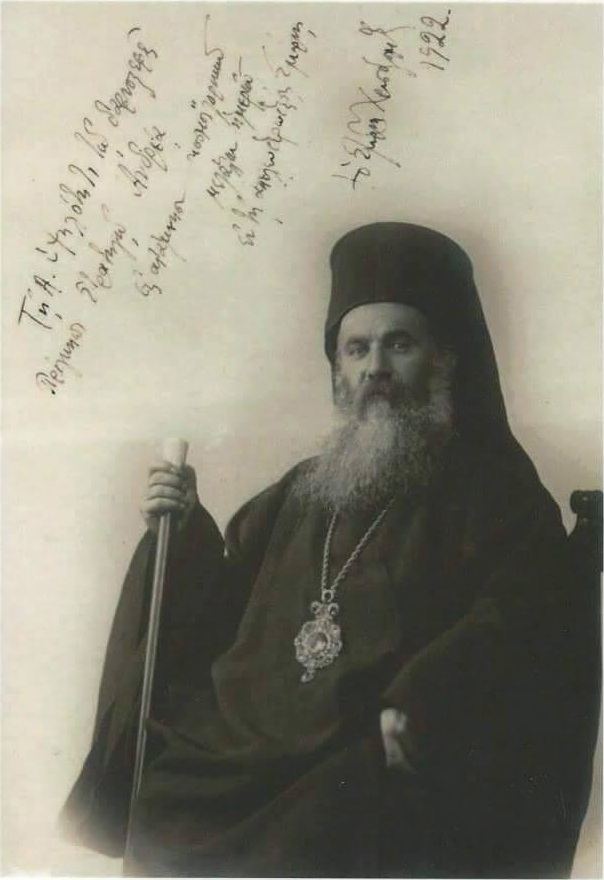

В 1910 году был избран митрополитом Смирнским и находился на кафедре в течение всех лет Балканских войн (1912—1913). С началом Первой мировой войны патриархат был вынужден официально провозгласить, что Православие находится в гонении и в знак протеста закрыть все церкви. Озираясь на первоначально нейтральную Грецию, турки действовали против греческого населения не так откровенно, как против армянского: за годы войны из 2,5 млн греческих жителей империи репрессиям подверглись 1,5 млн, из которых половина погибла.
Хризостом вернулся к своим обязанностям с поражением Османской империи в 1918 году.
2 (15) мая 1919 года в Смирне высадились греческие войска с первоначальным мандатом от Антанты для наведения порядка. В дальнейшем Севрский мирный договор 1920 года закрепил временный контроль региона за Грецией, с перспективой решения судьбы региона через пять лет на референдуме населения.
Ведя военные действия против кемалистского движения и постепенно теряя поддержку своих союзников, греческая армия дошла с боями почти до Анкары, но, не сумев сломить сопротивление турок, отошла назад. К августу 1922 года фронт был прорван, и греческие войска покинули Смирну. Вступление турок в Смирну сопровождалось сожжением города и массовой резнёй христианского населения. Американский консул в Смирне, в дальнейшем писатель, Джордж Хортон принял Хризостома и сопровождавшего его армянского митрополита, за несколько часов до его кончины. «Тень смерти лежала на его лице». Иерархи не вели разговор о нависшей над ними опасности, их интересовало только — если можно — что-либо сделать для спасения жителей Смирны.
Хризостом отказался покинуть город, как ему советовал католический митрополит, и отказался от предложенного ему убежища во французском консульстве говоря: «Я пастырь, и моё место вместе с моим стадом». Как его предшественник в 156 году, Поликарп Смирнский, митрополит Хризостом предпочёл стать мучеником. Хризостом отправился в сопровождении турецких солдат в мэрию, где командующий силами кемалистов Нуреддин-паша отдал его на растерзание черни 28 августа (10 сентября) 1922 года.
По словам французских солдат (получивших строгий приказ от своего командира не вмешиваться), которые были свидетелями линчевания:
Толпа схватила митрополита Хризостома и потащила его по улице ... чуть дальше, на глазах у итальянского парикмахера по имени Исмаил ... они остановились, и митрополита засунули в белый парикмахерский халат. Они начали избивать его кулаками и палками и плевать ему в лицо. Они буквально, истыкали его ножами, вырвали ему бороду, выкололи глаза и отрезали нос и уши.
Затем митрополита Хризостома поволокли  (по некоторым данным, на легковом или грузовом автомобиле) на улицу в районе Ики Чешмели, где он вскоре скончался. Фахреттин Алтай, командовавший первыми турецкими кавалеристами, вступивших в Смирну, утверждал, что Мустафа Кемаль был расстроен убийством митрополита и сказал, что этого не должно было случиться.
После смерти Хризостома Смирнская кафедра оставалась вдовствующей вплоть до сентября 2016 года, когда на неё был поставлен Варфоломей (Самарас).

## Канонизация
Хризостом был канонизирован 4 ноября 1992 года решением Священного Синода Элладской православной церкви, провозгласившей его святым и мучеником нации (греч. Εθνομάρτυρας). Память «Святого Хризостома Смирнского и вместе с ним святых архиереев Григория Кидонийского, Амвросия Мосхонисийского, Прокопия Иконийского, Евфимия Зилоского, а также священников и мирян, погубленных во время Малоазийской Катастрофы» совершается каждое воскресение перед Воздвижением Креста Господня.